# 알 마르티노

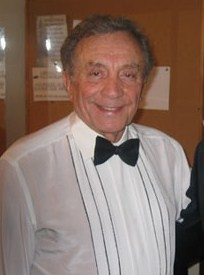

알 마르티노(Al Martino, 1927년 10월 7일 ~ 2009년 10월 13일)는 미국의 가수, 영화배우이다.
필라델피아에서 태어났다.

## 영화
- 대부 일대기 (1992년)
- 대부 3 (1990년)
- 대부 (1972년) - 조니 폰테인 역

## 같이 보기
- 크루너 목록